# 諸大倫
諸大倫（1534年—？），字仁夫，號白川，浙江紹興府餘姚縣（今余姚市）人，匠籍，明朝政治人物。

## 生平
隆慶四年（1570年）庚午科浙江鄉試第三十八名。隆慶五年（1571年）聯捷辛未科會試第三十名，第三甲三十四名進士。通政司觀政，授淮安府推官，萬曆三年（1575年）七月选授兵科给事中。丁憂歸，六年降元氏县丞，七年（1579年）升知東鄉縣，政績卓著，民立祠祭祀，十一年升兵部主事，卒于官。

## 家族
曾祖父諸讓，布政司左叅政；祖父諸絃，巡檢；父諸阯，母岑氏。慈侍下。兄大原、大化。弟诸大木（贡士）、大佐、諸大圭（贡士）、大信。